# The Mountain Between Us
The Mountain Between Us is een Amerikaanse film uit 2017, geregisseerd door Hany Abu-Assad en gebaseerd op het gelijknamige boek van Charles Martin.

## Verhaal
Alex Martin, een persfotografe en Dr. Ben Bass, een neurochirurg, zitten vast in januari in een luchthaven in Idaho nadat hun vluchten afgelast zijn door een komende storm. Alex staat op het punt te trouwen de volgende dag en besluit een klein privévliegtuigje te huren en vraagt aan Ben of hij meevliegt. Tijdens hun vlucht krijgt de piloot een beroerte en storten ze neer in de High Uintas Wilderness. Ze overleven beiden de crash samen met de hond van de piloot. Na een tijdje stellen ze vast dat er geen reddingsploeg hen op tijd zal bereiken en ze besluiten het wrak te verlaten en op zoek te gaan naar hulp.

## Rolverdeling
| Acteur            | Personage                   |
| ----------------- | --------------------------- |
| Idris Elba        | Dr. Ben Bass                |
| Kate Winslet      | Alex Martin                 |
| Dermot Mulroney   | Mark, de verloofde van Alex |
| Beau Bridges      | Walter, de piloot           |
| Raleigh en Austin | Walter’s hond               |

## Productie
De filmopnamen gingen van start op 5 december 2016 in Vancouver, Canada waar werd gefilmd in het Vancouver International Airport en later in het Abbotsford International Airport. Vanaf 4 januari 2017 werd er verder gefilmd in Canada, in Invermere en Panorama Mountain Village.

## Release
The Mountain Between Us ging op 9 september 2017 in première op het internationaal filmfestival van Toronto en bracht op zijn openingsweekend in Canada en de Verenigde Staten 10,1 miljoen Amerikaanse dollar op. De film kreeg gemengde kritieken van de filmcritici met een score van 42% op Rotten Tomatoes.